# جون غانت
جون غانت (بالإنجليزية: John Gant)‏ هو لاعب كرة قاعدة أمريكي، ولد في 6 أغسطس 1992 في سافانا في الولايات المتحدة.

## وصلات خارجية
- جون غانت على موقع دوري كرة القاعدة الرئيسي (الإنجليزية)
- جون غانت على موقع الدوري الياباني لكرة القاعدة (الإنجليزية)
- جون غانت على موقعبيزبول رفرنس.كوم (الدوري الرئيسي) (الإنجليزية)
- جون غانت على موقعبيزبول رفرنس.كوم (الدوري الثانوي) (الإنجليزية)
- جون غانت على موقع إي إس بي إن.كوم (أم.أل.بي) (الإنجليزية)
- جون غانت على موقع مشجعي الرسوم البيانية (الإنجليزية)